# مک‌کینی ایکر، تگزاس
مک‌کینی ایکر (به انگلیسی: McKinney Acres) یک منطقهٔ مسکونی در ایالات متحده آمریکا است که در شهرستان اندروز، تگزاس واقع شده‌است. مک‌کینی ایکر ۴٫۳ کیلومتر مربع مساحت و ۸۱۵ نفر جمعیت دارد و ۹۶۷٫۷۵ متر بالاتر از سطح دریا واقع شده‌است.